# Irene González Hernández
Irene González Hernández (La Orotava, Espanya, 20 d'octubre del 1969-Tucson, EUA, 13 de febrer del 2014) va ser una investigadora i astrofísica espanyola, impulsora del desenvolupament de tècniques hologràfiques en l'heliosismologia, que permeten detectar l'activitat solar de l'hemisferi no visible del Sol.

## Trajectòria
González es va llicenciar en Física, en l'especialitat d'Astrofísica, el 1992 a la Universitat de La Laguna. Posteriorment, va obtenir una Beca FPI per realitzar la seva tesi doctoral a l'Institut d'Astrofísica de Canàries (IAC), dins del Grup de Sismologia Solar. El seu treball es va centrar en l'explotació científica de les noves dades ue proporcionava el projecte GONG (Global Oscillation Network Group), un dels instruments del qual, i nodes, estava localitzat a l'Observatori del Teide.
La seva tesi, titulada Mapa sinóptico de flujos transversales en las capas altas de la zona de convección solar, va ser dirigida per l'astrofísic Jesús Patrón. En aquest treball es va millorar i va ampliar la tècnica de "diagrama d'anells" per a l'obtenció precisa de fluxos de velocitats horitzontals per sota de la superfície solar a partir de les mesures de les oscil·lacions solars, fet que es va convertir en una nova disciplina dins de la física solar.
L'abril de 1998, va obtenir el seu Doctorat en Astrofísica al qual van seguir diverses estades en centres de recerca, fet que la va portar al National Solar Observatory (NSO), a la Universitat Stanford als Estats Units, i a la Queen Mary University of London al Regne Unit, fins al 2001, moment en què va cessar temporalment la seva activitat investigadora.
El 2003, va tornar al NSO amb un contracte d'investigadora sènior per liderar un projecte en què es desenvolupen tècniques hologràfiques que detecten l'activitat solar de l'hemisferi no visible del Sol, anomenada far side o cara oculta. González va desenvolupar aquesta nova tècnica, que permet predir característiques fonamentals de l'activitat que devia aparèixer a l'hemisferi visible a causa del moviment de rotació. Les implicacions en l'anomenat en l'àmbit de la meteorologia espacial, l'han convertit en un referent en aquest camp de recerca.

## Premi i reconeixements
El 2014, havent ja mort, al congrés d'heliosismologia HELAS VI/ SOHO 28/SPACEINN es va recordar la seva trajectòria a la sessió The Legacy of Irene González Hernández. Aquest mateix any, el mini planeta 90455 Irenehernandez es va nomenar en honor seu, com a reconeixement de les contribucions de González en el coneixement del Sol.
L'Ajuntament de La Orotova li va dedicar el 2015 una placa i un carrer cèntric de la seva ciutat natal. I l'Institut d'Ensenyament Secundari, IES La Orotava, va començar en aquell moment les Jornades de Ciència i Tecnologia Irene González Hernández que han continuat anualment . Un parell d'anys després, el 2017, es va inaugurar l'escola municipal infantil de la Villa de Arriba al municipi de La Orotava amb el seu nom.
El 2021 la Fundació Espanyola per a la Ciència i la Tecnologia (FFECYT) i la Societat Espanyola d'Astronomia (SEA) van realitzar l'exposició titulada AstrónomAs en què figurava González com una de les personalitats de referència en aquest àmbit del coneixement a Espanya.

## Obra
- 2014 - Solar Origins of Space Weather and Space Climate. Springer. ISBN 978-1493911813.